# CHARLES & KEITH

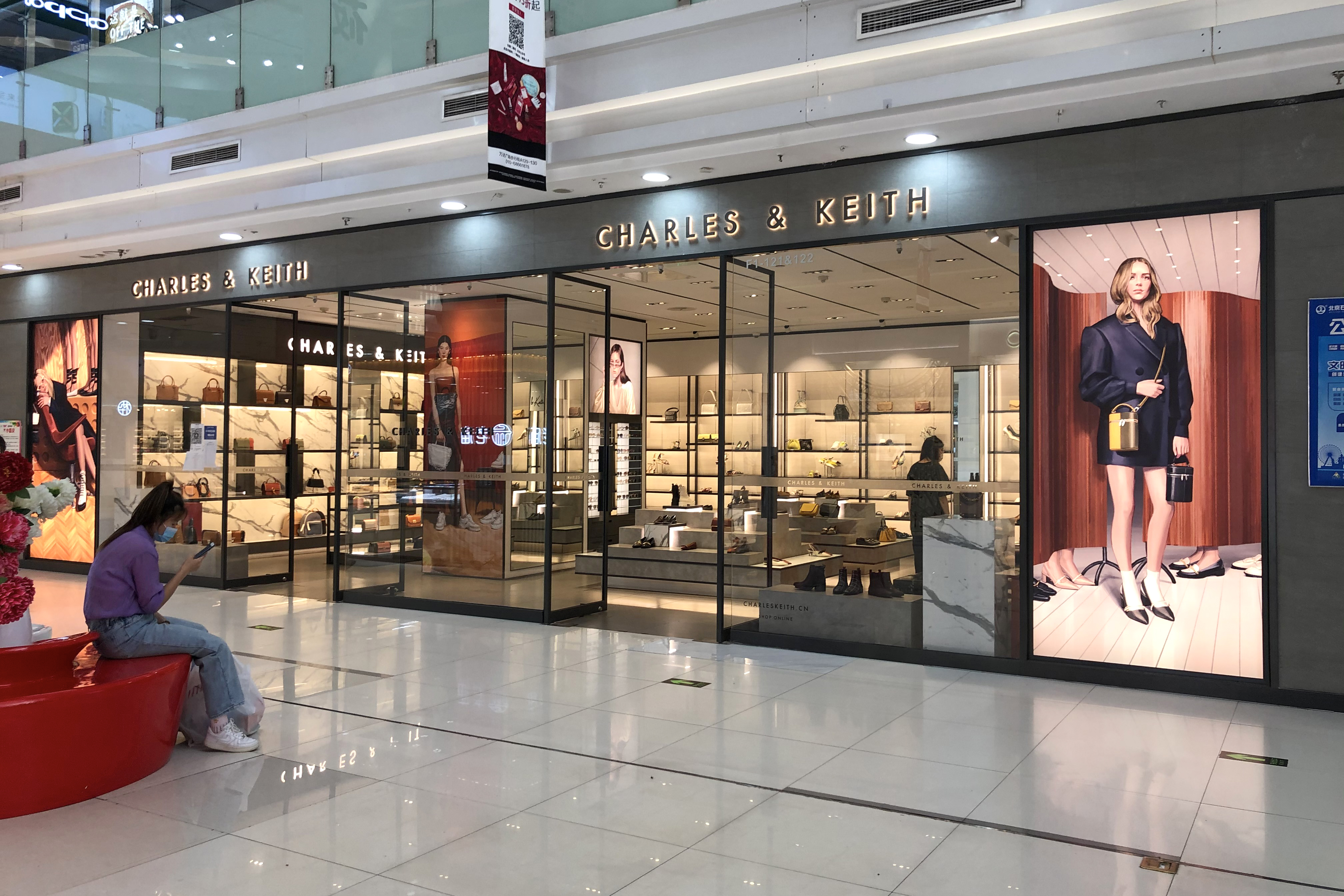
Charles & Keith北京石景山万达广场店

CHARLES & KEITH（英語：CHARLES & KEITH，臺灣暱稱小CK）是由兄弟檔 Charles Wong和Keith Wong 於1996年在新加坡創立。產品包含鞋履、包袋、皮帶、太陽眼鏡、手環等各類時尚配飾。截止至2014年，該集團旗下已經在全球36個國家的各大城市的黃金商圈設立了450家門市。

## 品牌簡介
Charles& Keith致力於為追求時尚者提供服務，以前衛新穎的設計風格來滿足市場需求、引領潮流持續推出琳瑯滿目的時尚鞋類及配飾，供消費者妝點和完善衣櫥，注重產品設計和時尚潮流將是推動品牌發展的力量。
自1996開創以來，Charles&Keith開拓了一系列獨特與時尚的設計來迎合市場的需求以及配合時尚的步伐。Charles & Keith以國際統一的零售概念在女性鞋子與配件市場中成功取得一個關鍵地位。
Charles & Keith的運作宗旨是以專業的服務使得顧客滿意。Charles & Keith 於1996年在新加坡開設第一家專賣店，經過數年的迅猛發展，至今已在亞洲，歐洲和中東超過32個國家開設250多家專賣店。於2007年推出的Charles& Keith Signature Label延續 Charles & Keith 原有的時尚格調與概念，並通過優質選材，盡顯奢華時尚，襯托女性溫婉高雅的氣質。Charles & Keith 和 Charles & KeithSignature Label 的產品散發強烈的自信氣質，流露時尚質感的獨特風格，擁有大批忠實的追隨者，已躍身成為國際炙手可熱的高級時尚女裝鞋品及配飾品牌。
2019年，於香港K11 MUSEA開設國際旗艦店，面積2,000平方呎，是香港最大門市。